# TG Hanau

Ehemaliges Logo der TG Hanau

Der Verein TG Hanau (TGH) – offizielle Bezeichnung Turngemeinde 1837 Hanau a. V. (a. V. = anerkannter Verein) – ist ein Sportverein in Hanau. Er besteht aus 20 Abteilungen, in welchen über 70 Sportarten betrieben werden, u. a. Badminton, Basketball, Hockey, Volleyball und Tischtennis. Des Weiteren bietet der Verein ein breites Spektrum an kostenpflichtigen Sportkursen an. Der Verein zählt etwa 3700 Mitglieder.

## Geschichte
Die TG Hanau wurde 1837 als Turnverein gegründet. Aufgrund allerhöchster Kabinettsorder vom 16. Juni 1893 wurde ihr die Bezeichnung „anerkannter Verein“ (a. V.) verliehen. Die staatliche Verleihung als a. V. behielt auch nach Inkrafttreten des Bürgerlichen Gesetzbuches am 18. August 1896 Bestand (Art. 82 EGBGB). Der Verein ist deshalb nicht im Vereinsregister eingetragen, aber dennoch rechtsfähig.
Im Jahre 1897 fand eine Ausschreibung für den Bau einer neuen Turnhalle auf einem Grundstück „Am Steinheimer Tor“ statt. Den ersten Preis erhielt Philipp Mertes, Köln, den zweiten Preis Paul Baumgarten, Iserlohn. Die Turngemeinde beauftragte daraufhin einen Hanauer Architekten, der in Anlehnung an diese beiden Entwürfe einen weiteren fertigte.
Ein 1878 errichtetes Vereinshaus wurde 1900 bis 1902 durch einen Neubau auf einem anderen Grundstück von Franz Thyriot, Sohn des Hanauer Stadtbaumeisters, der die Bauoberleitung übernahm, ersetzt.

## Sportarten
Nachdem die TGH im Gründungsjahr 1837 „nur“ ein Turnverein war, bietet sie heute mit Aikido, Badminton, Basketball, Baseball, Bogensport, Boxen, Cheerleading, Fechten, Gymnastik, Handball, Hapkido, Hockey, Inlinehockey, Ju-Jutsu, Judo, Leichtathletik, Ski, Schwimmen, Tennis, Tischtennis, Triathlon, Turnen, Volleyball, Tanzen, Wandern und Zumba insgesamt 32 Sportarten in 23 Abteilungen an. Diese 22 Abteilungen ermöglichen eine absolut moderne, gesunde und abwechslungsreiche „Körperertüchtigung“. Diese einzelnen Abteilungen haben dann noch jeweils ein sehr breit gefächertes Angebot, angefangen von einem Babykrabbeltreff über Fitness- und Gesundheitsangebote bis hin zu Seniorengymnastik. Neben all diesen Angeboten verfügt die TGH mit der Jula-Hof Sportanlage über einen Sportplatz, ein Basketballaußenfeld, vier Tennisplätze, zwei Beachvolleyballfelder, einen Inlinehockeyplatz, eine Grillhütte und mit der Jahnhalle über eine Sporthalle, eine Turnhalle, eine Gymnastikhalle, ein Studio, eine Gaststätte und einen Jugendraum.

### Basketball
In der Saison 2010/2011 spielt die 1. Herrenmannschaft (Hanau White Wings) in der 1. Regionalliga. Dort erspielten sich die White Wings den ersten Platz und spielen seit der Saison 2011/2012 in der ProB. Weiterhin spielen in der Jugendbundesliga die weibliche „U17-“ und die männliche „U16-“Mannschaften. Im Jahre 2013 wurde die ProB – Lizenz der neu gegründeten White Whings Basketball GmbH für 100.000 € verkauft, nachdem es zu vereinsinternen Auseinandersetzungen über Kosten des Profi – Teams und die Fortführung dessen Spielbetriebs gekommen war. Seitdem unterstützt die im Übrigen vom Verein unabhängige Betreibergesellschaft der ProB-Mannschaft die Basketball-Jugendarbeit der TG-Hanau. Der auf den Schwan als Wappen der Stadt Hanau verweisende Name „White Wings“ wird nunmehr sowohl vom Profi – Team der White Wings Basketball GmbH, als auch weiter von den Vereins – Basketball – Mannschaften verwendet.
Zur Saison 2015/16 sind die HEBEISEN White Wings Hanau in die zweithöchste Spielklasse ProA aufgestiegen. Die erste Spielzeit dort wurde auf dem elften Platz abgeschlossen.

### Baseball
In der Saison 2011 spielt die 1. Herrenmannschaft (Hanau Black Wings) in der Landesliga. Dort erspielten sich die Hanau Black Wings den vierten Platz.

### Badminton
Die 1. Mannschaft spielt derzeit in der Bezirksliga Frankfurt.

### Hockey
Das Herrenteam spielt in der Saison 2016/2017 in der Halle in der 3. Verbandsliga Hessen. Eine Feldmannschaft gibt es aktuell nicht.

### Inlinehockey
Die Abteilung ist eine der ältesten Inlinehockey-Mannschaften in Deutschland, sie war zuvor beim Hanauer REC angesiedelt, wechselte später zur TG und trägt den Namen „Lobster“. Gegründet wurde die Mannschaft im September 1994, als sich zehn Spieler zum Inlinehockey-Spielen zusammenfanden, im Herbst 1995 wurde erstmals ein zweitägiges regionales Turnier veranstaltet. Das Freundschaftsspiel gegen die „Skyliners“ kann als Geburtsstunde des Inlinehockeys in Hessen gelten, anschließend wurde die Hessenliga gegründet. Als die Sportart 1996 mit Gründung der Deutschen Inline-Hockey-Liga auf Bundesebene ausgeweitet wurde, wurde ein Team unter dem Namen „Hurricanes“ angemeldet. In der ersten deutschen Meisterschaft 1998 stand Hanau im Finale.
Das Herrenteam der TG Lobster spielt in der Saison 2019/2020 in der Regionalliga.

### Ju-Jutsu
Der Verein richtete regelmäßig bis 2012 die German Open im Ju-Jutsu Fighting und Duo aus.

### Tischtennis
Bis zur Saison 2008/09 bestand die Tischtennisabteilung aus etwa 30 Hobbyspielern. Zuletzt spielte die erste Herrenmannschaft in der Bezirksklasse.
Im Jahre 2009 übernahm die TG Hanau die Spielberechtigung für die höchste deutsche Profiklasse DTTL (früher Bundesliga) vom TTV Gönnern. Eine solche Übernahme war vorher in Deutschland noch nicht vorgekommen. Von Gönnern wechselten die Spieler Steffen Mengel, Ruwen Filus und Chiang Hung-chieh sowie der Trainer Helmut Hampl nach Hanau. Zudem wurden Jörg Roßkopf vom TTC indeland Jülich, Patrick Franziska vom TTV Elz und der Koreaner Lee Jung-sam verpflichtet. Die erste Saison wurde mit Platz 8 und dem damit verbundenen Klassenerhalt erfolgreich abgeschlossen. Im ETTU-Pokal erreichten die Hanauer sogar das Halbfinale.
Für die Saison 2010/11 wurde Yang Zi (Jülich) und Thomas Keinath (Frankreich) verpflichtet. Ihnen zur Seite standen Steffen Mengel und Patrick Franziska. Als Ziel wurde ein Mittelfeldplatz ausgegeben. Die Saison schloss die TG Hanau auf dem achten und somit auf einem Nichtabstiegsplatz ab.
Für die Saison 2011/12 wurde die Mannschaft erneut umgestellt. Thomas Keinath verließ den Verein Richtung Ligakonkurrent SV Plüderhausen. Ebenso verließ Yang Zi den Verein. Es wurden Ruwen Filus und Yang Li verpflichtet, die zusammen mit Patrick Franziska und Steffen Mengel die TG Hanau in der Bundesliga vertraten. Nach Ende dieser Saison zog der Verein trotz sportlichem Klassenerhalt die Mannschaft in die Bezirksliga zurück.

### Volleyball
Die Volleyballabteilung umfasst folgende Mannschaften/Gruppen:
| Mannschaft        | Liga                  |
| ----------------- | --------------------- |
| 1. Herren         | Oberliga Hessen       |
| 2. Herren         | Bezirksoberliga Mitte |
| 3. Herren         | Kreisliga Mitte Süd   |
| 1. Damen          | Bezirksliga Mitte-Süd |
| 2. Damen          | Kreisklasse Mitte-Süd |
| Jugend männl. U15 | U15 Landesliga        |
| Jugend männl. U20 | U20 Bezirksliga       |
| Jugend weibl. U18 | U18 Bezirksliga       |
| Jugend männl. U20 | U20 Bezirksliga       |
| Jugend weibl. U20 | U20 Landesliga        |
| Freizeit          | Ohne Ligabetrieb      |
| Minis             | Ohne Ligabetrieb      |

Bekannte (ehemalige) Spieler und Trainer:
Aljoscha Grabowski (Spieler)
Paul Becker (Spieler)
Cordula Pütter (Trainerin)
Weiterhin existiert ein Förderverein zur Förderung der Jugendarbeit im Verein.

### Cheerleading
Seit dem 1. Juli 2002 sind die Blaze’n Glory Cheerleader eine eigenständige Abteilung der TG Hanau. Während der Heimspiele der Hanau WhiteWings sind sie ein regelmäßiger Programmpunkt.

### Handball
Die Handballabteilung der Turngemeinde 1837 Hanau a.V. wurde 1920 von den späteren Ehrenvorsitzenden der TGH Karl Lippstreu und Hugo Winkler gegründet. Die Intensivierung der Jugendarbeit zeitigte erste Erfolge, sodass im Jahr 1965 eine Meisterschaft und der Aufstieg in die Verbandsliga Gruppe Mitte fällig. Nach dreijähriger Zugehörigkeit zu dieser Spielklasse konnte 1968 der erste Tabellenplatz erspielt werden und in den anschließenden Relegationsspielen mit den anderen Gruppensiegern TV Felsberg und TG Ober-Roden errangen die Männer der TGH unter Spielertrainer Herbert Kraft und Mannschaftsbetreuer Heinz Uhl die Hessenmeisterschaft im Feldhandball.
Die erste Herrenmannschaft der TG Hanau ging 2016 mit der ersten Herrenmannschaft des Sportvereins Erlensee zu einer Männerspielgemeinschaft zusammen. Seit dem Zusammenschluss spielt die Mannschaft in der Bezirksklasse A Hanau/Offenbach.

### Rope Skipping
Einer der erfolgreichsten Abteilungen des Vereins stellt die Sportart Rope Skipping der Abteilung Turnen dar. Die Mannschaften treten sowohl an Landes- wie auch Bundeswettbewerben an, wie auch bei Europa- und Weltmeisterschaften.

## Ehemalige Sportarten

### American Football
Die Herrenmannschaft (Hanau Falcons) bestand seit 2011 in der Football-Abteilung der TG Hanau und spielte in der Saison 2013 in der Verbandsliga Mitte. Im Jahre 2014 konnte man auf Grund von internen Streitigkeiten und dem Drohen einer nicht erteilten Lizenz die Mannschaft nicht mehr zusammenhalten und beschloss, sich vom Ligabetrieb zurückzuziehen. Ein versuchter Neuanfang scheiterte wegen mangelnder Beteiligung, weshalb sich die Falcons Mitte 2014 endgültig auflösten.

### Jugendfußball
Wenngleich die Regel galt, „jeglichen Sport außer Fußball“ anzubieten, gab es zeitweise auch kurz Fußball für Jugendliche im Programm der TG, dieses Angebot wurde jedoch zum 1. Juli 2016 wieder beendet.